# Sylvia Rivera
Sylvia Rivera (2 de julho de 1951 - 19 de fevereiro de 2002) foi uma ativista americana da libertação gay e defensora dos direitos de pessoas transgênero, que também era uma destacada trabalhadora comunitária em Nova York. Rivera, que se identificou como drag queen durante a maior parte de sua vida e posteriormente como pessoa transgênero, participou de manifestações com o Gay Liberation Front.
Juntamente com sua grande amiga Marsha P. Johnson, Rivera co-fundou o Street Transvestite Action Revolutionaries (STAR), um grupo dedicado a ajudar jovens drag queens desabrigadas, jovens gays e mulheres transgênero.

## Nascimento e juventude
Rivera nasceu e cresceu na cidade de Nova York e viveu a maior parte de sua vida na cidade ou nas proximidades. Ela nasceu de pai porto-riquenho e mãe venezuelana. Rivera foi abandonada por seu pai biológico, José Rivera, precocemente na vida e se tornou órfã após o suicídio de sua mãe quando ela tinha três anos de idade. Em seguida, Rivera foi criada por sua avó venezuelana, que desaprovava o comportamento afeminado de Rivera, especialmente depois que ela começou a usar maquiagem na quarta série.
Como resultado, em 1962, Rivera saiu de casa aos dez anos de idade e começou a viver nas ruas de Nova York. Como muitos outros jovens sem-teto da comunidade, ela se envolveu em sexo de sobrevivência como prostituta infantil. Ela foi acolhida pelas drag queens locais, incluindo Marsha P. Johnson, que se tornou a melhor amiga e protetora de Rivera. Nesta comunidade de drag queens e traficantes de rua "que frequentavam a Rua 42", Sylvia foi batizada com seu novo nome por "uma velha sapatão masculina e uma velha bicha (o padrinho e madrinha da rua 42ª)" que escolheu o nome para ela.

## Ativismo inicial
O ativismo de Rivera começou em 1970, depois que ela participou de ações com o Grupo de Drag Queens do Gay Liberation Front e posteriormente ingressou na Aliança dos Ativistas Gays aos 18 anos, onde lutou não apenas pelos direitos de pessoas gays, mas também pela inclusão de drag queens como ela no movimento. Rivera às vezes exagerava sua importância, afirmando ter sido ativa durante o movimento pelos direitos civis, o movimento contra a guerra do Vietnã, os movimentos feministas de segunda onda, bem como o ativismo da juventude porto-riquenha e afro-americana, especialmente com os Young Lords e os Black Panther, mas ela não pôde provar suas afirmações.
A amiga mais velha de Rivera, Marsha P. Johnson, havia sido sua protetora e amiga desde que Rivera chegou à cidade, e as duas eram amigas próximas de 1961 a 1973. Em 1970, Rivera e Johnson co-fundaram o Street Transvestite Action Revolutionaries (STAR). O STAR oferecia serviços e defesa para jovens queer sem-teto. e lutava pela Lei de Não Discriminação por Orientação Sexual em Nova York. A SONDA proíbe a discriminação com base na orientação sexual no emprego, moradia, acomodações públicas, educação, crédito e exercício de direitos civis.

## Motins de Stonewall e mudança para Tarrytown
Embora Johnson tenha admitido que não foi a pessoa que iniciou os protestos de Stonewall, ela é uma das poucas pessoas em relação às quais múltiplas testemunhas independentes concordam que desempenhou um papel fundamental na semana de tumultos e era "conhecida por estar na vanguarda" do confronto com a polícia quando os tumultos atingiram o ápice na primeira noite tardia. Após Johnson receber elogios por seu envolvimento na revolta de Stonewall, Rivera começou a afirmar que ela (Rivera) também teve um papel importante, chegando ao ponto de afirmar que ela mesma teria iniciado os tumultos. No entanto, o historiador de Stonewall, David Carter, questionou as afirmações de Rivera, com base em declarações contraditórias feitas por ela e no testemunho transmitido a ele por ativistas pioneiros dos direitos gays, como Johnson.
Quando ocorreram os tumultos de Stonewall, Rivera tinha apenas 17 anos, e segundo Bob Kohler, que esteve presente nas duas primeiras noites, Rivera "sempre frequentava a área do Bryant Park, no centro da cidade, e nunca vinha para cá". Em 1987, Marsha P. Johnson contou ao historiador dos direitos gays, Eric Marcus, que nas horas anteriores à chegada ao centro da cidade para se juntar aos tumultos, ela havia participado de uma festa na parte alta da cidade  "Sylvia Rivera e eles estavam no [Bryant] Park tomando um drinque". "Há várias outras declarações que Johnson fez a testemunhas altamente confiáveis - nomeadamente, Randy Wicker, Bob Kohler e Doric Wilson, todos com ligações profundas e duradouras ao movimento LGBTQ+ - afirmando que Rivera não estava presente na Revolta".
Kohler contou a Carter que, embora Rivera não estivesse presente na revolta, ele esperava que Carter ainda a retratasse como tendo estado lá. Outro veterano de Stonewall, Thomas Lanigan-Schmidt, afirmou que ele queria incluí-la "para que jovens porto-riquenhos transgêneros nas ruas tivessem um modelo a seguir". Quando Kohler e Rivera discutiram se Kohler apoiaria as afirmações de Rivera para Carter no livro, Rivera pediu a Kohler que dissesse que ela havia lançado um coquetel molotov. Kohler respondeu: "Sylvia, você não lançou um coquetel Molotov!" Rivera continuou a negociar com ele, perguntando se ele diria que ela lançou o primeiro tijolo. Ele respondeu: "Sylvia, você não lançou um tijolo". A primeira garrafa? Ele ainda se recusou. Finalmente, Kohler concordou em mentir e dizer que Rivera estava lá e, em algum momento, havia lançado uma garrafa.

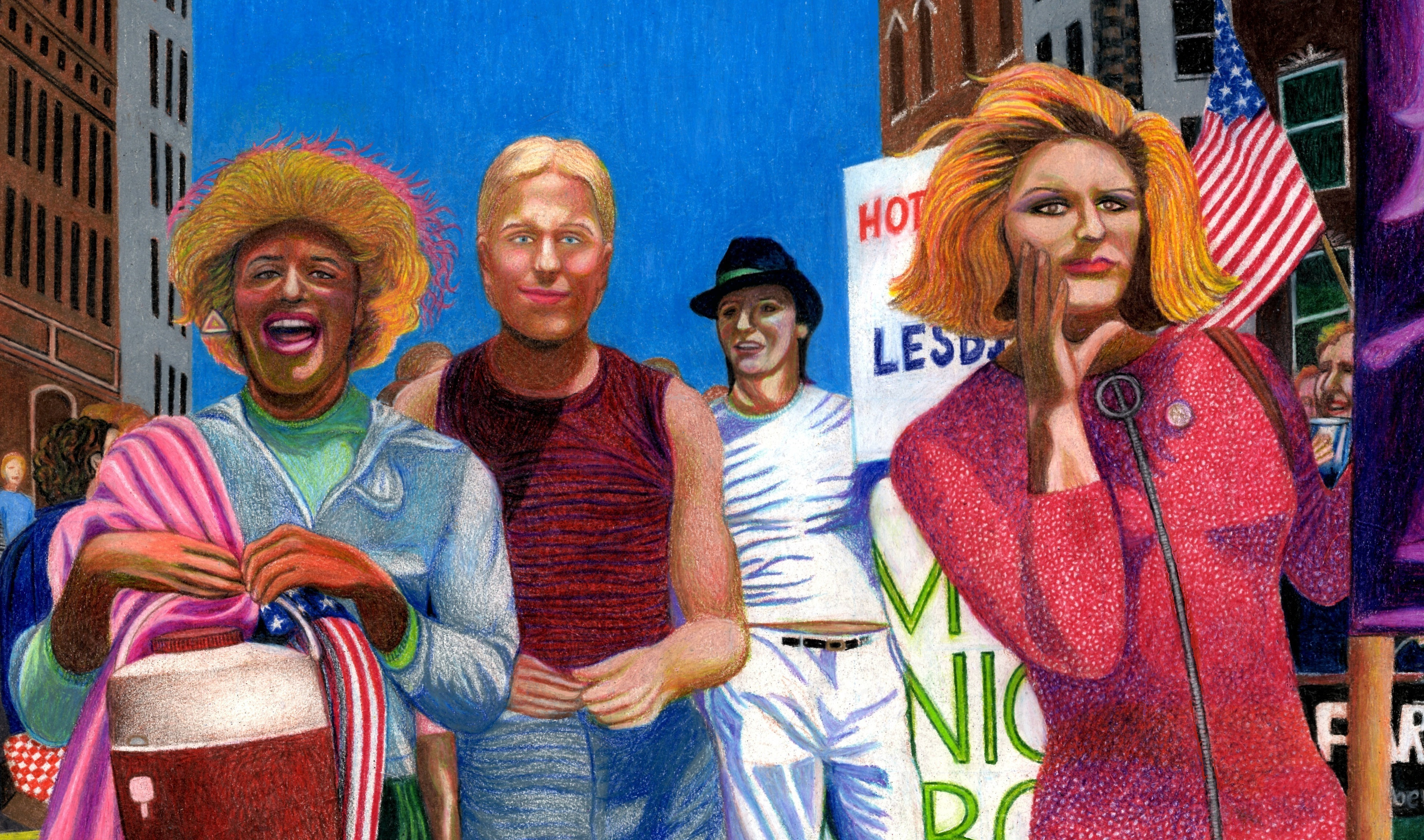
Marsha P. Johnson, Joseph Ratanski e Sylvia Rivera na Parada Gay de Nova York de 1973, pintura de Gary LeGault.

Randy Wicker, que fazia parte da Sociedade Mattachine e testemunhou os tumultos, disse que Marsha Johnson lhe disse que Sylvia não estava em Stonewall "porque ela estava dormindo depois de usar heroína na parte alta da cidade". No comício do Dia de Libertação de Christopher Street, em 1973, na cidade de Nova York, que marcou o quarto aniversário dos tumultos de Stonewall, Rivera fez seu famoso discurso "Poder Gay!" Rivera e a rainha Lee Brewster subiram ao palco durante o discurso da ativista feminista Jean O'Leary, que tinha um tom crítico em relação às drag queens, e responderam gritando: "Calem a boca! Vocês vão a bares por causa do que drag queens fizeram por vocês, e essas vadias nos dizem para parar de sermos nós mesmas!" (O'Leary mais tarde se arrependeu de suas palavras e postura). Durante esse discurso no palco principal, Rivera, representando o STAR, criticou os homens heterossexuais que se aproveitavam dos membros vulneráveis da comunidade. Rivera defendeu uma perspectiva de terceiro gênero, afirmando que os prisioneiros LGBT que procuram ajuda "não escrevem para mulheres. Eles não escrevem para homens. Eles escrevem para o STAR". Após o discurso, Rivera estava nos bastidores conversando com pessoas sobre sua presença nos tumultos de Stonewall. Doric Wilson lembra que Marsha P. Johnson disse a Rivera: "Você sabe que você não estava lá".
Depois que Marsha Johnson confrontou Rivera por mentir sobre Stonewall no comício de 1973, Rivera deixou Manhattan no meio dos anos 1970 e se mudou para Tarrytown (Nova Iorque). Durante esses anos, Rivera morava com sua companheira e juntas administravam um negócio de catering. No documentário "A Vida e Morte de Marsha P. Johnson", Rivera compartilha imagens dos shows de drag que ela apresentava no Music Hall em Tarrytown durante esse período.

## Retorno para Nova York
No início de julho de 1992, pouco depois da Marcha do Orgulho de Nova York, o corpo de Marsha P. Johnson foi encontrado flutuando no Rio Hudson, próximo aos píeres do West Village. A polícia prontamente declarou a morte de Johnson como suicídio, apesar da presença de uma ferida na cabeça. Amigos e apoiadores de Johnson, incluindo Rivera, insistiram que Johnson não estava suicida, e uma campanha de cartazes populares posteriormente declarou que Johnson havia sido assediada anteriormente perto do local onde seu corpo foi encontrado.
Após receber um telegrama com a notificação da morte de sua amiga, Rivera voltou para a cidade. Agora sem-teto, ela passou a residir nos "Gay Piers" no final da Christopher Street e se tornou uma defensora dos membros sem-teto da comunidade gay.
Em maio de 1995, Rivera tentou acabar com sua vida ao entrar no Rio Hudson. Naquele ano, ela também apareceu no episódio documentário de Arthur Dong, intitulado "Out Rage '69", parte da série da PBS intitulada The Question of Equality, que apresentava imagens de 1973 de seu discurso "Poder Gay" durante o Orgulho e concedeu uma extensa entrevista ao jornalista gay Randy Wicker, na qual discutiu suas tentativas de suicídio, a vida e a morte de Johnson, e sua defesa das pessoas gays pobres e da classe trabalhadora que ficaram desabrigadas devido à crise da AIDS.
Em diferentes momentos de sua vida, Rivera enfrentou problemas de abuso de substâncias e viveu nas ruas, principalmente na comunidade gay sem-teto nos píeres da Christopher Street. Suas experiências a tornaram mais focada na defesa daqueles que, em sua visão, eram deixados para trás pela sociedade em geral e pelos setores assimilacionistas da comunidade gay. Rivera lutou parcialmente por si mesma por esses motivos, mas principalmente pelos direitos de pessoas de cor e LGBT de baixa renda. Como alguém que sofreu com a pobreza e o racismo sistemáticos, ela usou sua voz em prol da união, compartilhando suas histórias, dores e lutas para mostrar à sua comunidade que eles não estão sozinhos. Ela amplificou as vozes dos membros mais vulneráveis da comunidade gay: drag queens, jovens sem-teto, detentos gays nas prisões e pessoas transgênero.

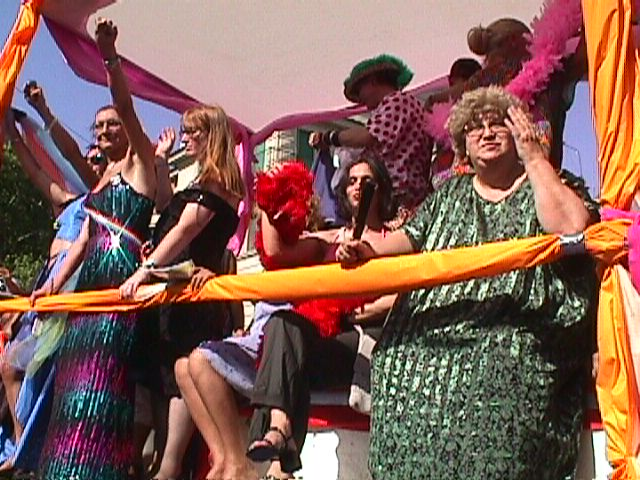
Sylvia Rivera e Marcella Di Folco na Parada Mundial do Orgulho LGBT em Roma - Foto de Giovanni Dall'Orto, 8 de julho de 2000.

Nos últimos cinco anos de sua vida, Rivera fez uma série de discursos sobre a Revolta de Stonewall e a necessidade de todas as pessoas transgênero (que Rivera, nesta definição inicial, definiu como incluindo drag queens e butch dykes) lutar por seu legado na vanguarda do movimento LGBT. Ela viajou para a Itália para a Marcha do Milênio em 2000, onde foi aclamada como a "mãe de todos os gays". No início de 2001, após um culto na Igreja da Comunidade Metropolitana de Nova York referindo-se à Estrela de Belém anunciando o nascimento de Jesus, ela decidiu ressuscitar a STAR como uma organização política ativa (agora mudando "Travesti" para o termo cunhado mais recentemente " Transgênero", que naquela época era entendido como incluindo todas as pessoas que não se conformavam com o gênero).
A STAR lutou pela aprovação do Projeto de Lei dos Direitos Transgêneros da Cidade de Nova York e por uma Lei de Não Discriminação por Orientação Sexual no Estado de Nova York que incluísse as pessoas trans. A STAR também apoiou pressões nas ruas por justiça para Amanda Milan, uma mulher transgênero assassinada em 2000. Rivera criticou a Human Rights Campaign e a Empire State Pride Agenda como organizações que estavam impedindo os direitos das pessoas transgênero. Em seu leito de morte, ela se reuniu com Matt Foreman e Joe Grabarz da ESPA para negociar a inclusão de pessoas transgênero em sua estrutura política e agenda.
Rivera ficou enfurecida pelo fato de que, no final dos anos 1990 e início dos anos 2000, ela percebia que a importância das drag queens e da cultura drag estava sendo minimizada pela agenda supostamente assimilacionista dos direitos gays, especialmente pelos novos "líderes gays" que estavam focados no serviço militar (Don't Ask Don't Tell) e na igualdade no casamento. Os conflitos de Rivera com esses grupos LGBT mais recentes e mais mainstream eram emblemáticos da relação tensa do movimento LGBT mainstream com a política radical de muitos ativistas pioneiros da libertação gay. Após a morte de Rivera, Michael Bronski lembrou sua raiva quando sentia que estava sendo marginalizada dentro da comunidade, dizendo: "O inferno não tem fúria como uma drag queen desprezada".
| “ | Após o fim do Gay Liberation Front e a ascensão do mais reformista Gay Activists Alliance (GAA) como o principal grupo de direitos gays de Nova York, Sylvia Rivera trabalhou duro dentro de suas fileiras em 1971 para promover uma lei municipal abrangente de direitos gays e de combate à discriminação. No entanto, apesar de todo o seu trabalho, quando chegou a hora de fazer acordos, o GAA excluiu as partes da lei de direitos civis que tratavam do travestismo e do transformismo, pois não era possível aprová-la com tais elementos "extremos". Como se constatou, de qualquer forma, não foi possível aprovar a lei até 1986. Mas não apenas a linguagem da lei foi alterada, o GAA - que estava se tornando cada vez mais conservador, vários de seus fundadores e oficiais tinham planos de concorrer a cargos públicos - até mesmo mudou sua agenda política para excluir questões relacionadas ao travestismo e ao transformismo. Também não era incomum que Sylvia fosse instigada a liderar manifestações possivelmente perigosas, mas quando a imprensa aparecia, ela era afastada pelos líderes mais "aparentemente heterossexuais" e de classe média. Em 1995, Rivera ainda se sentia magoada: "Quando as coisas começaram a ficar mais convencionais, foi como se dissessem: 'Não precisamos mais de você'". Mas, acrescentou: "O inferno não tem fúria como uma drag queen desprezada". | ” |

De acordo com Bronski, Rivera foi banida do Centro Comunitário Gay e Lésbico de Nova York por vários anos, na metade da década de 1990, porque, em uma noite fria de inverno, ela exigiu de forma agressiva que o Centro cuidasse dos jovens queer pobres e sem-teto. Pouco antes de sua morte, Bronski relata que ela disse:
| “ | Um de nossos principais objetivos agora é destruir a Human Rights Campaign, porque estou cansada de sentar na parte de trás do para-choque. Não é mais nem a parte de trás do ônibus - é a parte de trás do para-choque. A vadia sobre rodas está de volta. | ” |

As lutas de Rivera não se relacionavam exclusivamente com pessoas gays e trans, pois se cruzavam com questões de pobreza e discriminação enfrentadas por pessoas de cor, o que causava atrito no GAA, uma vez que era composto principalmente por gays brancos de classe média. A ativista e estudiosa transgênero de cor, Jessi Gan, discute como os grupos LGBT mainstream rotineiramente ignoraram ou não deram atenção suficiente à identidade latina de Rivera, enquanto os grupos porto-riquenhos e latinos muitas vezes não reconheceram totalmente a contribuição de Rivera para suas lutas pelos direitos civis. Tim Retzloff discutiu essa questão em relação à omissão de discussões sobre raça e etnia na história LGBT mainstream dos Estados Unidos, especialmente em relação ao legado de Rivera.

## Identidade de gênero
A identidade de gênero de Rivera foi complexa e variou ao longo de sua vida. Em 1971, ela se referiu a si mesma como uma "half sister" ("meia-irmã"). Em seu ensaio "Travestis: Suas Meias-Irmãs e Meios-Irmãos da Revolução", ela afirma especificamente que o termo "travesti" se aplica apenas à comunidade gay: "Travestis são homens e mulheres homossexuais que se vestem com roupas do sexo oposto. Homens travestis se vestem e vivem como mulheres. Meias-irmãs como eu são mulheres com a mente de mulheres presas em corpos masculinos".
Em entrevistas e escritos em seus últimos anos, especialmente em sua entrevista de 1995 com Randy Wicker e em seu ensaio de 2002, "Rainhas no Exílio, Os Esquecidos", ela expressou uma visão fluida de gênero e sexualidade, se referindo a si mesma alternadamente como um homem gay, uma "garota gay" e uma drag queen/queen de rua, incorporando todas essas experiências e não considerando que essas identidades se excluam mutuamente. Rivera escreve sobre ter considerado a cirurgia de afirmação de gênero muito cedo na vida, mas de ter escolhido rejeitá-la, fazendo terapia hormonal apenas no final de sua vida.
| “ | Saí de casa aos 10 anos em 1961. Trabalhava como prostituta na Rua 42. O início dos anos 60 não era um bom momento para drag queens, meninos efeminados ou meninos que usavam maquiagem como nós. Naquela época, éramos espancados pela polícia, por todo mundo. Eu realmente não me assumi como drag queen até o final dos anos 60, quando drag queens eram presas, que degradação era aquilo. Lembro-me da primeira vez em que fui presa, nem estava totalmente montada. Eu estava apenas caminhando na rua e os policiais me pegaram. As pessoas agora querem me chamar de lésbica porque estou com Julia, e eu digo: "Não. Eu sou apenas eu mesma. Não sou lésbica." Estou cansada de ser rotulada. Nem mesmo gosto do rótulo "transgênero". Estou cansada de viver com rótulos. Só quero ser quem eu sou. Eu sou Sylvia Rivera. Ray Rivera saiu de casa aos 10 anos para se tornar Sylvia. E é assim que sou. | ” |

## Morte
Rivera faleceu nas primeiras horas do amanhecer de 19 de fevereiro de 2002, no Hospital St. Vincent, devido a complicações causadas por câncer de fígado. A ativista Riki Wilchins observou: "De muitas maneiras, Sylvia foi a Rosa Parks do movimento transgênero moderno, um termo que nem sequer foi cunhado até duas décadas após Stonewall".

## Legado

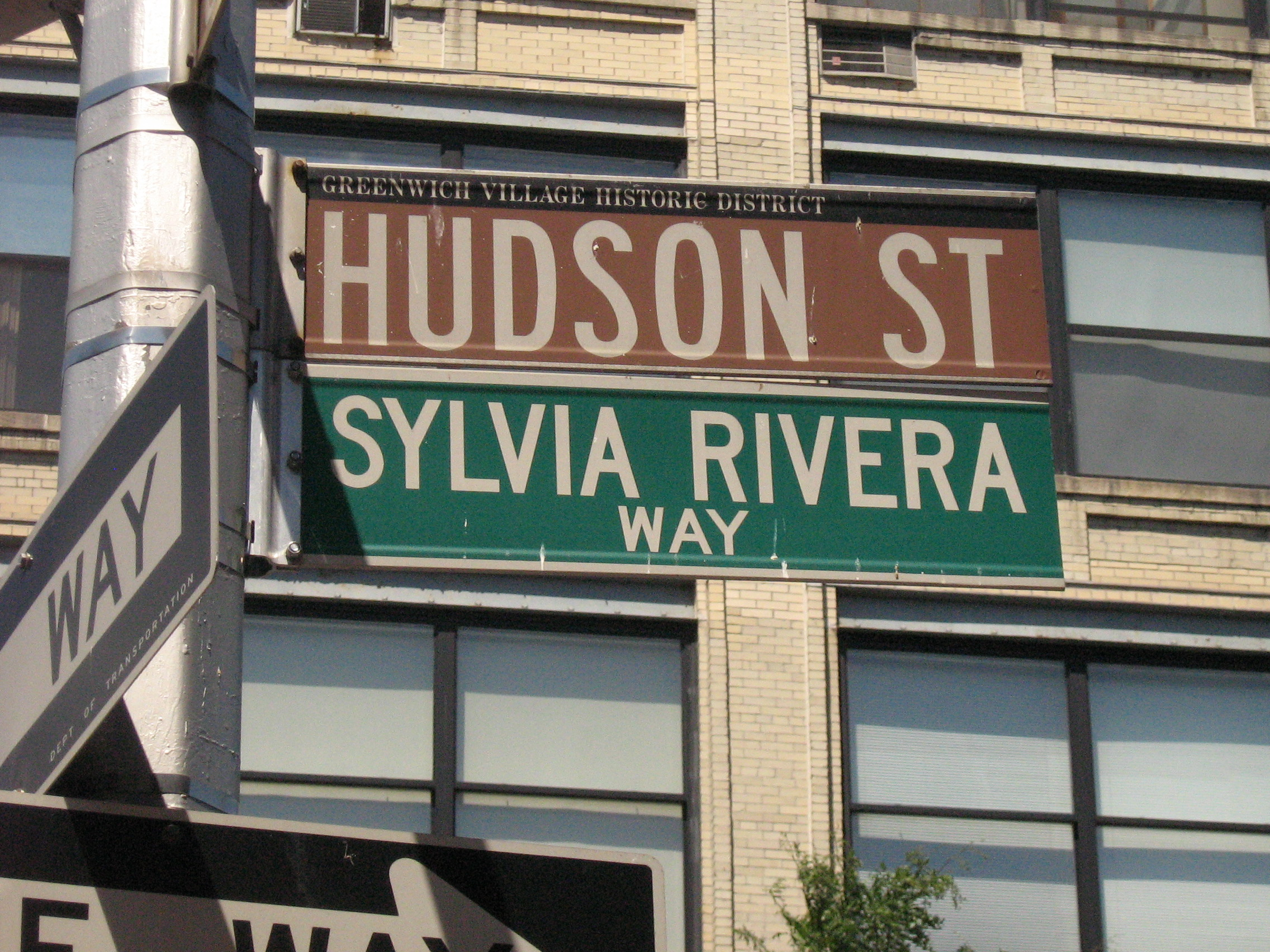
Placa de rua em Greenwich Village, na cidade de Nova York, nomeada em homenagem a Rivera.

Como membro ativa da Metropolitan Community Church de Nova York, Rivera realizava trabalhos ministeriais através da despensa de alimentos da igreja, que fornece comida para pessoas famintas. Além disso, lembrando sua infância nas ruas, ela continuou sendo uma defensora apaixonada pela juventude queer. A MCC New York possui uma despensa de alimentos chamada Sylvia Rivera Food Pantry, e seu abrigo para jovens queer é chamado Sylvia's Place, ambos em sua homenagem.
A primeira temporada, episódio 1, e a terceira temporada, episódio 1, do podcast Making Gay History são sobre ela.
Nomeado em sua homenagem (e estabelecido em 2002), o Sylvia Rivera Law Project é dedicado "a garantir que todas as pessoas sejam livres para autodeterminar sua identidade e expressão de gênero, independentemente de renda ou raça, e sem enfrentar assédio, discriminação ou violência".

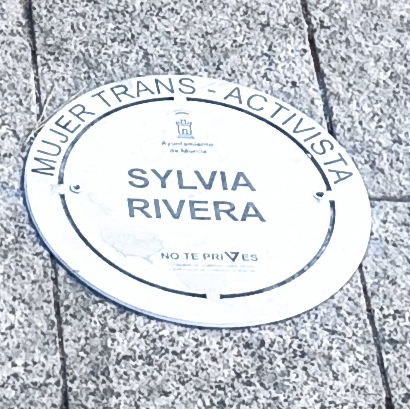
Placa da Diversidade da Cidade de Múrcia. Placa 14 - Silvia Rivera

Em 2002, o ator/comediante Jade Esteban Estrada retratou Rivera no aclamado musical solo ICONS: The Lesbian and Gay History of the World, Vol. 1 (dirigido por Aliza Washabaugh-Durand e produzido por Aliza Washabaugh-Durand e Christopher Durand), o que trouxe renovada atenção nacional a Rivera.
Em 2005, a esquina das ruas Christopher e Hudson foi renomeada "Sylvia Rivera Way" em sua homenagem. Essa interseção fica em Greenwich Village, o bairro de Nova York onde Rivera começou a se organizar, e está a apenas duas quadras do Stonewall Inn.
Em janeiro de 2007, um novo musical baseado na vida de Rivera, Sylvia So Far, estreou em Nova York no La Mama, com Bianca Leigh interpretando Rivera e Peter Proctor como Marsha P. Johnson. O compositor e letrista é Timothy Mathis (Wallflowers, Our Story Too, The Conjuring), amigo de Rivera na vida real. O espetáculo mudou-se para o off-Broadway no inverno de 2007/2008.
A edição da primavera de 2007 do CENTRO: Journal of the Center for Puerto Rican Studies, dedicada às "Sexualidades Queer Puertorriquenhas" e publicada no Hunter College, incluiu um dossiê especial sobre Rivera, com transcrição de uma palestra de Rivera de 2001, além de dois ensaios acadêmicos explorando as interseções das identidades trans e latinas de Rivera. Os artigos dessa edição do periódico complementam outros ensaios de acadêmicos porto-riquenhos que também enfatizaram o papel pioneiro de Rivera.
Em 2014, o Centro de Justiça Social do University Center da The New School foi nomeado Baldwin Rivera Boggs Center em homenagem aos ativistas James Baldwin, Sylvia Rivera e Grace Lee Boggs.
Em 2015, um retrato de Rivera foi adicionado à National Portrait Gallery, tornando Rivera a primeira ativista transgênero a ser apresentada na galeria.
Em 2016, Rivera foi introduzida no Legacy Walk.
Em 2018, foi lançado o curta-metragem Happy Birthday, Marsha!, sobre Rivera e Marsha P. Johnson, ambientado nas horas que antecederam as rebeliões de Stonewall em 1969, na cidade de Nova York.
Em 2019, um grande mural pintado retratando Rivera e Marsha P. Johnson foi exibido em Dallas, Texas, para comemorar o 50º aniversário da rebelião de Stonewall. A pintura das "duas pioneiras do movimento pelos direitos gays" em frente a uma bandeira transgênero alega ser o maior mural do mundo em homenagem à comunidade transgênero.
Em maio de 2019, foi anunciado que os ativistas dos direitos LGBT Marsha P. Johnson e Sylvia Rivera seriam homenageados com um monumento em Greenwich Village, em Nova York, próximo ao epicentro dos históricos tumultos de Stonewall. O monumento foi anunciado publicamente em 30 de maio, em homenagem ao 50º aniversário de Stonewall e pouco antes do mês do Orgulho.
Em junho de 2019, a cidade italiana de Livorno dedicou uma área verde a Rivera, chamada Parco Sylvia Rivera.
Em junho de 2019, Rivera foi uma das primeiras cinquenta "pioneiras, desbravadoras e heróis" americanos homenageados no National LGBTQ Wall of Honor, dentro do Monumento Nacional Stonewall (SNM) em Nova York. O SNM é o primeiro monumento nacional dos EUA dedicado aos direitos e história LGBTQ.